# Neureclipsis proxima
Neureclipsis proxima là một loài Trichoptera hóa thạch trong họ Polycentropodidae.